# Pseudohydnum gelatinosum

Pseudohydnum gelatinosum u narodu poznatija kao ledena ježevica ili naježena ježevica zbog visoke transparentnosti plodnog tela i himenijuma koji podseća na igličasti himenofor. Plodonosi tokom leta i jeseni na trulim ostacima četinarskih vrsta drveća. Postoji par nalaza da raste i na živom drvetu kao parazit Predstavlja planinsku vrstu. Raste u grupi ili pojedinačno.

## Opis plodnog tela
Plodno telo je želatinozne kozistencije, široko do 7 cm, oblika spatule ili bubrega sa bočno postavljenom drškom pomoću koje se pričvršćuje sa trulo drvo. Površina klobuka je prekrivena belim ili braonkastim dlačicama. Himenijum je prekriven bodljama dužine do 4 mm. Drška je debela i kratka sa ispupčenjima koja predstavljaju redukovane bodlje. Meso je želatinozno, providnobele boje, oštrog mirisa i bez izraženog ukusa.

## Mikroskopija
Spore su veličine 4,5-8 µm, okruglaste, glatke hijalne. Otisak spora je bele boje.

## Jestivost
Predstavlja jestivu vrstu,

## Galerija
- Pseudohydnellum gelatinosum
- Pseudohydnum gelatinosum

## Literatura
- Uzelac, Branislav (2009). Gljive Srbije i zapadnog Balkana. Beograd: BGV logic.
- (1997). Atlas gljiva. Zagreb: Prosvjeta.

## Spoljašnje veze
- http://www.mushroomexpert.com/pseudohydnum_gelatinosum.html
- https://www.inaturalist.org/taxa/54164-Pseudohydnum-gelatinosum